# Ekilibro Noah
Ekilibro Noah de son vrai nom Noah Mgbélé Timothée est un danseur hip hop et contemporain d'origine Camerounaise. Médaillé d'or en danses hip hop aux 8e jeux de la francophonie en cote d'ivoire. Il reçoit le titre honorifique de chevalier de l’ordre et de la valeur par le président de la république du Cameroun Paul Biya en 2017.

## Biographie

### Enfance et débuts
Ekilibro Noah entre dans les métiers de l’art par le cirque qu’il découvre à son jeune âge en regardant la télévision. Il se forme peu à peu en cette discipline de manière autodidacte avant de rencontrer par la suite la danse hip hop. La danse hip-hop est alors peu connue dans son pays à cette époque et se démocratise grâce à la production de nombreux films américains de danse rendus accessibles au public africain. Il choisit alors le breakdance comme discipline artistique de base et s’inspire de Junior Bosila Banya encore appelé Bboy Junior, figure emblématique du breakdance en France des années 2000, ses mouvements d’équilibriste devienne une partie de sa propre identité artistique.

### Carrière
Ekilibro Noah en quete de professionnalisme dans sa nouvelle passion pour la danse, intègre la compagnie Sn9per Cr3w basé à yaoundé avec laquelle il va remporter de nombreuses compétitions « battles » au Cameroun. Sur le plan international, le Sn9per Cr3w est finaliste des 7e Jeux de la Francophonie en 2013 à Nice et Champion des 8e Jeux de la francophonie à Abidjan en 2017. Ekilibro Noah connaitra alors un retour triomphant au Cameroun en tant que médaillé d’or. Il est consacré Chevalier de l’ordre et de la valeur par le président Paul Biya.  Il est également lauréat du Prix découverte de l’Institut Goethe et du Prix de la créativité artistique de l’Union européenne, en 2016. Il s’installe à Rennes en 2017 et entre en résidence avec le Sn9per pour présenter dans une collaboration entre danseurs Camerounais et Français, leur spectacle intitulé intégration au centre culturel le Triangle.
En 2018, il fonde la Compagnie Obosso. Parallèlement il est danseur interprète au sein de plusieurs compagnies de danses basées en France telles que la Compagnie Malka.Il met en place des concepts évènementiels au Cameroun. tels qu’Ongola Break Concept à partir de 2021.C’est un projet qui veut favoriser les rencontres de danse axées sur l’esthétique hip-hop et pensées pour incarner l’identité culturelle camerounaise. Ekilibro construire sa carrière en France autour de sa première œuvre solo intitulé «Parcours» créé en 2015. Dans cette pièce chorégraphique, l’artiste raconte d’ailleurs l’histoire de son exil. Récit dansé de l’artiste ayant quitté son pays et les siens pour échapper à la précarité. Il crée une continuité autour de «parcours» en developpant 2 autres projets solo «Continuum» et «Renaître», 

### Créations solo
- Parcours (2015)
- Continuum
- Renaitre

## Prix et récompenses
- Prix Découverte institut Goethe Cameroun (2016)
- Prix de la créativité artistique de l'union Européenne (2016)
- Médaillé d'or aux 8e jeux de la francophonie (2017)
- Chevalier de l'ordre et de la valeur du Cameroun (2017)